# Autoridad Portuaria de Santa Cruz de Tenerife

Contraseña de la provincia marítima de Santa Cruz de Tenerife

La Autoridad Portuaria de Santa Cruz de Tenerife es un ente público dependiente de Puertos del Estado que gestiona seis puertos de interés público en la provincia de Santa Cruz de Tenerife. El actual presidente de la Autoridad Portuaria es Pedro Suárez López de Vergara y el director es Pablo Nieto Sanz.
Puertos de Tenerife gestiona bajo su competencia, actualmente, los puertos de Santa Cruz de Tenerife, Granadilla, Santa Cruz de La Palma, Los Cristianos, San Sebastián de La Gomera y La Estaca. 
La Autoridad Portuaria de Santa Cruz de Tenerife contabilizó en 2023 más de 7 millones de pasajeros y movió en sus puertos 13,5 millones de toneladas de mercancía. Es la segunda autoridad portuaria de España que registra un mayor tráfico total de pasajeros (cruceristas y viajeros en régimen de transporte), con un total de 6,8 millones de personas en 2024, solo superada por Baleares.

## Actualidad
La Autoridad Portuaria de Santa Cruz de Tenerife facturó en 2021 un total de 50,6 millones de euros, un siete por ciento más que en 2019 cuando, como año precovid, se alcanzó una facturación de 47,3 millones de euros.
De estos 50,6 millones dieciséis se corresponden con beneficios antes de impuestos, 3,7 millones más que en 2019 o, lo que es lo mismo, un incremento del 8,12 por ciento.
De dichos registros destaca especialmente la mejora experimentada en la recaudación por tasas de ocupación del dominio público portuario, tasa al buque y tasas al pasaje.
Y es que de los 47,2 millones de euros ingresados en concepto de tasas portuarias, un 9,05% más que en 2019, 12,4 provienen de la ocupación del dominio público portuario, lo que arroja un alza especialmente destacada del 22 por ciento respecto a hace dos años, y pone de manifiesto la buena gestión al respecto que se ha venido realizando
No menos representativos resultan los ingresos por la tasa del buque que superan los 12 millones, un 3,5 por ciento más, y ello a pesar de la reducción de dichas tasas y de las de la mercancía en un 12,5% con respecto a 2019.
Esta reducción de tasas al buque y a la mercancía hace posible asimismo que el puerto de Tenerife compita para atraer a los grandes buques para reparación naval, al tiempo que nos permite retener las actuales líneas de trasbordo internacional de contenedores - como Grimaldi Lines y Maersk, - que nos conectan con el sur de América, West África y Europa.

## Nuevos proyectos
Con fecha 23 de diciembre de 2021 el Boletín Oficial del Estado  publicó el anuncio correspondiente al proyecto "Almacenamiento de GNL para transporte marítimo y generación de energía e hidrógeno verde” de Totisa Energía S.L.U., iniciativa que, si se cumplen los plazos previstos, podría llegar a estar operativa en 2025.
Con dicho proyecto se promueve para el puerto de Santa Cruz de Tenerife una planta de almacenamiento de Gas Natural Licuado (GNL) que propiciará el suministro a buques y la generación de electricidad mediante motores que admitan una proporción de hidrógeno en mezcla con gas natural.
Esta es una iniciativa de gran importancia para el puerto tinerfeño pues, como instalación integrada en la Red Transeuropea de Transporte, el puerto de Santa Cruz de Tenerife debe ofrecer a más tardar el 31 de diciembre de 2025, en cumplimiento de la directiva 2014/94 de la Unión Europea, el suministro de GNL a buques y garantizar asimismo su abastecimiento mediante conexión eléctrica.
Para su instalación y posterior funcionamiento, Totisa Energía S.L.U. solicitó a esta Autoridad Portuaria la ocupación de una superficie en Cueva Bermeja de 26.600 metros cuadrados, 16.500 metros cuadrados de lámina de agua y 1.200 metros cuadrados de canalizaciones en subsuelo para el almacenamiento y suministro a buques.  Superado el trámite de competencia de proyectos, actualmente se encuentra en la fase de tramitación ambiental. 

## OPS
En línea con el suministro de electricidad a buques en atraque, en 2021 comenzamos a prestar dicho servicio en el puerto de La Palma a buques de pasaje interinsular, lo que se traduce en una destacable mejora en las condiciones de vida de la ciudadanía al reducirse, de manera notable, los niveles de contaminación acústica, vibraciones y de emisión de gases contaminantes a la atmósfera.
Seguimos así siendo abanderados en este proceso de electrificación con el que se reduce de manera destacada las emisiones contaminantes provenientes de los atraques ubicados en las ciudades. Cabe recordar que el puerto de La Gomera cuenta desde 2020 con este servicio, siendo al efecto la instalación portuaria pionera a nivel nacional.

## Puerto-ciudad
No obstante, si hay un hecho especialmente representativo en lo que a relación puerto-ciudad se refiere es el inicio de las obras de Defensa y Ordenación de la Zona de Charcos del Área Funcional de Valleseco, datando del 14 de mayo de 2021 el acto oficial de colocación de la Primera Piedra.
El inicio de estas obras, que culminarán con la apertura de esta parte de la ciudad al mar, supone una satisfacción para nuestro puerto pues contribuye a dotar a la ciudad de un espacio abierto al mar para disfrute de los ciudadanos.
Solucionamos así una carencia de muchos años en los que Santa Cruz de Tenerife ha venido siendo la única capital de isla sin zona de baño en su entorno inmediato para el disfrute de los vecinos y ciudadanía. Y sin duda es una muestra más de la política de acercamiento entre ambas administraciones, plenamente convencidos de su necesidad.
No olvidamos que la ejecución de estas obras es fruto del convenio interadministrativo firmado en 2019 entre la Comunidad Autónoma, Cabildo de Tenerife, Ayuntamiento de Santa Cruz y la propia Autoridad Portuaria provincial, con un presupuesto de 13.632.573 euros. Avanzando en el plazo previsto estarán concluidas en 2023.
Otras manifestaciones especialmente palpables en 2021 de esta línea de actuación  las encontramos en los puertos de Los Cristianos y Santa Cruz de La Palma. En el primero, y con base en la propuesta del DEUP, ajustando la superficie terrestre y lámina de agua necesaria para el desarrollo de las actividades portuarias, y liberando los espacios que entendemos que ya no son necesarios pero que siguen estando bajo el control del puerto. Proponemos liberar un total de 4.773 metros cuadrados, desafectando 2.400 en el extremo norte de la zona de servicio al objeto de proceder a su cesión a la ciudad.
En Santa Cruz de La Palma, y a través del Plan Territorial Especial, se prevé que el puerto aporte a la ciudad un importante espacio peatonal que transformará la fisonomía de acceso a la misma y que, además, se completará con la ejecución de un parking subterráneo.
Y es que la relación proactiva entre puerto y ciudad y el compromiso por avanzar conjuntamente en favor de la ciudadanía es actualmente una de las prioridades de la gestión portuaria. Al efecto, el impulso a proyectos de ámbito urbano-portuarios serán incluidos como uno de los puntos destacados de nuestro Plan Estratégico, ya en elaboración.

## Puerto de Granadilla
En 2021 se encontraba en pleno desarrollo la ejecución de las obras correspondientes al viario y redes de servicio; defensa y rellenos; edificio de servicios; edificio de inspección e Iluminación del Muelle de Ribera, con un presupuesto total de 33 millones de euros, procedentes de los recursos generados por las operaciones portuarias en Santa Cruz de Tenerife, sin aportación estatal o autonómica alguna.
Esta Autoridad Portuaria trabaja para que el puerto de Granadilla acoja un gran centro de reparación naval, sector económico que se quiere potenciar al generar trabajos cualificados y bien remunerados. Además, daría el soporte necesario para el para el desarrollo de actividades de Economía Azul como la generación de energía eólica offshore y la producción de hidrógeno verde, con iniciativas ya planteadas en nuestra Entidad y que actualmente se encuentran en desarrollo.
Así destaca una inversión superior a los 100 millones de euros del que será el primer parque eólico marino offshore que se tramita en España y que se encuentra en trámite de información pública. Con una potencia de 50 MW, constará de cinco aerogeneradores en profundidades de entre 15 y 50 metros.
No menos importante resultan los 100 millones de inversión de PETROCAN, que en breve comenzará los trabajos de traslado de las instalaciones de CEPSA actualmente en Santa Cruz de Tenerife, al nuevo puerto donde tiene en concesión una superficie de 12 hectáreas. Idéntica superficie podría ocupar el Hub del Hidrógeno de Canarias, en la que también se prevén otras inversiones que podrían llegar a un montante total de 150 millones.

## Puertos
- Puerto de Santa Cruz de Tenerife, en el municipio capitalino de Santa Cruz de Tenerife, Tenerife.
- Puerto de Los Cristianos, en el municipio de Arona, Tenerife.
- Puerto de Granadilla, en el municipio de Granadilla de Abona, Tenerife.
- Puerto de Santa Cruz de La Palma, en los municipios de Santa Cruz de La Palma y Breña Alta, La Palma.
- Puerto de San Sebastián de La Gomera, en el municipio de San Sebastián de La Gomera, La Gomera.
- Puerto de La Estaca, en el municipio de Valverde, El Hierro.

### Puertos en estudio
- Puerto de Fonsalía, en el municipio de Guía de Isora, Tenerife.
- Muelle deportivo de Puerto de la Cruz, en el municipio de Puerto de la Cruz, Tenerife.
- Puerto deportivo de Mesa del Mar, en el municipio de Tacoronte, Tenerife.